# A punto de despegar
A punto de despegar es una película documental peruana del 2015 dirigida por Lorena Best y Robinson Díaz.

## Argumento
El documental presenta parte de la historia de San Agustín, una ex hacienda y posteriormente un poblado con más de 100 años de historia. Los pobladores vivían rodeados de campos de cultivo y a espaldas de la ciudad, no obstante su ubicación cercana al aeropuerto internacional de Lima. Ante la expropiación de sus terrenos y posterior desalojo llevado a cabo en 2013 por la ampliación del aeropuerto, los pobladores resisten a través de su memoria y dignidad, mientras los aviones no paran de despegar.

## Premios y reconocimientos
- 2013. Premio Talent Doc del Instituto Goethe[1]
- 2015. Mención Especial del Jurado Largometraje Internacional en Festival Internacional de Cine de Valdivia, Chile[3]
- 2015. Competencia Transandina Mejor Película en Transcinema Festival Internacional de Cine, Perú
- 2016. Mejor película en Semana del Cine de la Universidad de Lima, Perú[4]

Adicionalmente, el documental ha participado en festivales en Bolivia, Ecuador, España, Francia y Ucrania.